# Оскоцкий, Валентин Дмитриевич
Валентин Дмитриевич Оскоцкий (7 декабря 1931, Ленинград — 27 апреля 2010, Москва) — советский и российский литературовед, литературный критик, публицист. Заслуженный работник культуры РСФСР (1989). кандидат филологических наук, почетный доктор филологии Ереванского университета.

## Биография
Окончил филологический факультет ЛГУ (1955) по кафедре славянской филологии (польский язык и литература) и аспирантуру Академии общественных наук при ЦК КПСС (1968) по кафедре теории литературы и искусства.
Член Союза журналистов СССР (1957[уточнить]) и Союза писателей СССР (1969).
Работал в «Литературной газете» (1956—1965). Член КПСС с 1962 по 1990 год. Был членом редколлегии журнала «Дружба народов» (1968—1972), с 1972 года работал в журнале «Литературное обозрение». Депутат Кировского райсовета Москвы (1974—1986). Автор многих центральных газет и журналов; в 1979 году опубликовал в газете «Правда» отрицательную рецензию на роман культового писателя брежневско-сусловской эпохи В. С. Пикуля «У последней черты», напечатанный в «Нашем современнике»; позднее продолжил критиковать Пикуля в статье «Границы вымысла и пределы документализма». В апреле 1981 года историк А. Г. Кузьмин охарактеризовал позицию Оскоцкого как «русофобию», что вызвало скандал и повлекло кадровые перестановки в редакции «Нашего современника». В 1986—1990 годах — заведующий отделом прозы журнала «Знамя».
В годы «перестройки» вышел из КПСС и стал одним из видных демократов — член партии «Демократический выбор России» с 1996 года. Автор коротичевского «Огонька» (1986—1991) и мальгинской «Столицы» (1991—1992). Председатель Комитета российской интеллигенции «Карабах» (КРИК), выступающего за присоединение НКАО к Армянской ССР(1988—1990); активист «Апреля» (1989—1991; в этом качестве на митинге политического движения «Демократическая Россия» на площади 50-летия Октября 22 февраля 1991 года, выступая с балкона гостиницы «Москва», процитировал в качестве лозунга слова Рейгана: «СССР — империя зла»; при Ельцине — член Комиссии по вопросам помилования при Президенте РФ (1993—2001).
Доцент факультета журналистики МГУ. Секретарь правления Союза писателей СССР (с августа 1991), член правления Союза писателей Москвы (с августа 1991), член Русского ПЕН-центра. В 1993 году подписал «Письмо 42-х». В апреле 2000 года подписал письмо в поддержку политики недавно избранного президента России Владимира Путина в Чечне. Главный редактор газеты «Литературные вести» (с 1994).
Похоронен в Москве на Востряковском кладбище.

## Основные работы
Книги
- Пути поисков и открытий: о романе наших дней— М.: Знание, 1967. 48 с.
- Единство пути, многообразие поиска: (О национальном и интернациональном в советской литературе). — М.: Знание, 1969. — 64 с.
- Связь времён: историческая тема в многонациональной советской прозе наших дней. М.: Знание, 1974. — 158 с.
- Богатство романа: многообразие и единство. Проблемы, наблюдения, полемика. М.: Советский писатель, 1976. — 367 с.
- Негасимое пламя костра. М.: Знание, 1977. — 128 с.
- В содружестве талантов: семь портретов. М.: Просвещение, 1978. 224 с.
- История глазами писателя: (Традиции и новаторство советского исторического романа). — М.: Знание, 1980. — 40 с.
- Роман и история. Традиции и новаторство советского исторического романа. М.: Художественная литература, 1980. — 382 с.
- Интернационализм и национальные традиции в литературе. М.: Знание, 1983.
- Дорога длиною в жизнь. О творчестве Назира Сафарова. Ташкент, 1985.
- Грани познания: современный русский советский роман. М.: Знание,1985.
- Роман и политика (Политический роман 70-80-х гг.). М.: Знание, 1986.
- Эпос войны народной: (диалог о романе В. Гроссмана «Жизнь и судьба»). М.: Знание, 1988 (в соавторстве с В. М. Кулишом).
- Портрет современной прозы. (Четыре очерка). М.: Знание, 1989.
- Дневник как правда: из мемориального наследия В. Вернадского, О. Берггольц, К. Чуковского. М.: Московский рабочий, 1995. — 70 с.
- Карабахский дневник. Степанакерт, 1998
- Об Армении — с любовью. Рязань: Меценат и мир, 1999.
- «Еврейский вопрос» по Александру Солженицыну. М.: Academia, 2004. 52 с.
- Полемика: сталинизм, ксенофобия и антисемитизм в современной русской литературе. М., 2005. — 160 с.
- Россия — Армения: лит. критика, публицистика, избр. ст., 1994—2004 гг. М.: Гуманитарий, 2005. 80 с.
- Спор на рубеже веков: (история лит., лит. критика: избр. ст.). М.: Пик, 2005. 448 с.
- Мозаика памяти. М.: Пик, 2008. 416 с.

Статьи
- Литературный герой и его национальный характер // Дружба народов. 1966. — № 5;
- Историзм и история // Дружба народов. 1971, № 10.
- Типология и историзм // Дружба народов. 1976. № 4.
- Границы вымысла и пределы документальности // Вопросы литературы. 1980. № 6.
- От какого наследства мы не отказываемся // Вопросы литературы. 2001. № 6.
- Валентин Распутин в двух лицах // Демократический выбор. 2002. № 18.
- «Реальная критика» новомирского шестидесятника (О литературно-критическом и публицистическом наследии Юрия Буртина) // Вопросы литературы. 2005. № 1.

## Награды и звания
- Орден Дружбы (30 мая 1997 года) — за заслуги перед государством, большой вклад в укрепление дружбы и сотрудничества между народами, многолетнюю плодотворную деятельность в области культуры и искусства[5].
- Медаль «За трудовое отличие» (1981).
- Золотой Крест Заслуги (14 августа 2003 года, Польша)[6].
- Заслуженный работник культуры РСФСР (15 марта 1989 года) — за заслуги в области советской культуры и многолетнюю плодотворную работу[7].
- Благодарность Президента Российской Федерации (7 января 2002 года) — за активное участие в работе Комиссии по вопросам помилования при Президенте Российской Федерации[8].
- Благодарность Президента Российской Федерации (18 декабря 2001 года) — за активное участие в работе Комиссии по вопросам помилования при Президенте Российской Федерации и многолетнюю творческую деятельность[9].
- Благодарность Президента Российской Федерации (5 июля 1999 года) — за большой вклад в обеспечение деятельности Президента Российской Федерации по вопросам помилования и завершение работы по помилованию всех осуждённых к смертной казни[10].
- «Серебряный крест» Союза армян России — за большой вклад в укрепление дружественных отношений между Россией и Арменией, обеспечение межэтнического мира и согласия в российском обществе, защиту прав и интересов народа Нагорного Карабаха и активную миротворческую деятельность[11].